# Justus Ier
Justus Ier, dont le nom juif est Judas, est le troisième « évêque » de Jérusalem. Il succède à Siméon de Clopas mort crucifié en 107/108, ou en 115-117. C'est probablement un fils de Jacques le Juste, l'un des frères de Jésus. Son successeur Zacchée Ier est aussi appelé « le Juste », puisque c'est la signification de l'araméen Zakkaï.

## Éléments biographiques
On ne sait quasiment rien de lui, mais il figure à la troisième position de toutes les listes épiscopales de Jérusalem, succédant à Jacques le Juste et Siméon de Clopas à commencer par celle d'Eusèbe de Césarée. Il est probablement le dirigeant de la communauté nazaréenne de la ville, où tout au moins de ceux qui ont survécu  aux répressions massives des Romains après la révolte juive de 66 - 74 et à ses soubresauts. Eusèbe de Césarée précise qu'il était circoncis, le mouvement nazaréen se considérant comme un mouvement juif. Toutefois, pendant le dernier quart du Ier siècle la rupture entre les Nazôréens et la communauté juive s'est élargie,. C'est vraisemblablement à cette époque qu'est écrite une nouvelle rédaction de la Birkat haMinim contenant une malédiction à l'égard des hérétiques (minim) parmi lesquels les Nazôréens sont inclus,.
Simon Claude Mimouni estime qu'il est possible que Justus soit le fils de Jacques, le « frère » de Jésus. Dans ce cas, il aurait accédé à l'épiscopat à un âge avancé puisqu'il serait « forcément né avant 61/62, date de l'exécution de son père, ce qui pourrait alors expliquer la courte durée de son mandat », notamment si Siméon est mort sous le consulat de Tiberius Claudius Atticus Herodes (133), comme l'indique Eusèbe de Césarée.
Il est appelé Justus (forme latinisé de « le Juste ») dans la plupart des sources. Dans l'une des listes épiscopales le personnage surnommé Justus (le 3° de la liste) est surnommé Barsabas (voir ci-dessous). Il est toutefois désigné sous le nom de Judas chez Épiphane de Salamine qui cite la liste des Constitutions apostoliques (VII, 46, 1). Dans celles-ci, il est rapporté que Judas (Justus) est le fils de Jacques (Constitutions apostoliques VII, 46, 2) cité deux lignes auparavant,: c'est-à-dire « Jacques, frère du Christ selon la chair » comme indiqué en Constitutions apostoliques VIII, 35, 1. On trouve très fréquemment le pseudonyme — ou le nom — Justus (le Juste) chez les membres de la famille de Jésus, qui est lui-même appelé le Juste (et pas Jésus) par Étienne dans son discours tel qu'il est recomposé dans les Actes des Apôtres (v. 37), ou par Claudia Procula, la femme de Pilate au moment de son procès. Son nom pourrait donc être Judas, mais il est plus connu sous son surnom « le Juste », qui devient presque un titre.
Il n'y a pas lieu de donner à son titre d'évêque (episkopos, surveillant) un sens trop précis pour l'époque considérée. Sa compréhension avec le sens d'évêque est anachronique. Il faut le comprendre avec le sens qu'il a dans certaines lettres de Paul de Tarse (1 Tm 3, 2; Tt 1,7) ; « c'est donc l'intendant d'une communauté agissant seul ou en collège. » La critique estime généralement que la charge d'episkopos dans les communautés chrétiennes a dû correspondre à celle du mebaqer (inspecteur) pour le mouvement du Yahad décrit dans certains Manuscrits de la mer Morte. Celui-ci « veille aussi par des inspections périodiques à la réalisation de l'idéal communautaire. » Le Yahad est souvent identifié aux Esséniens ou à l'une des quatre tendances d'Esséniens dont parle un texte attribué à Hippolyte de Rome.

## Juste Barsabée
Une homélie géorgienne conservée dans un seul manuscrit (Iviron 11) se présente comme un traité de Barsabée évêque de Jérusalem. Aucun évêque de ce nom n'est attesté dans les listes habituelles, et il s'agit certainement d'un pseudonyme se rapportant à "Joseph dit Barsabbas, surnommé Justus", le candidat malchanceux à la succession du traitre Judas (à savoir Matthias) dans Ac. 1, 23.
L'éditeur propose de rapprocher ce pseudépigraphe du Juste évêque de Jérusalem quatrième (et non troisième comme dans la liste d'Eusèbe) successeur de Jacques. C'est l'auteur d'une lettre conservée en arménien qui interprète le "sel" au baptême de la même manière que l'homélie géorgienne, au §8. Le même nom, Juste de Jérusalem, patriarche, réapparaît au VIe s. dans une autre lettre arménienne, cette fois de la main d'un auteur bien réel, Grégoire Arzrouni. 
Eusèbe de Césarée connaît d'ailleurs une tradition, sans doute puisée chez Papias, qui livre au moins un détail apocryphe sur ce quasi-apôtre (une histoire de guérison miraculeuse .
Le traité de Barsabée, à la base d'autres traditions sur Juste 4e successeur de Jacques, dépendrait d'un écrit remontant effectivement au Juste Barsabée du premier siècle, en vue de légitimer après Chalcédoine une succession épiscopale à Jérusalem opposée à Juvénal et aux patriarches de cette période.